# It's a Wild Life
It's a Wild Life è una comica muta del 1918 diretta da Gilbert Pratt con protagonista Harold Lloyd.

## Trama
Harold invade il caffè "Gilded Guzzle", dove si appropria di un rotolo di denaro di una signora, si nasconde sotto un tavolo e impersona il finto indiano che pubblicizza un negozio di sigari.

## Produzione
Fu prodotto da Hal Roach per la Rolin Film.

## Distribuzione
Distribuito dalla Pathé Exchange, il film - un cortometraggio in una bobina - uscì nelle sale statunitensi il 21 aprile 1918. Ne venne fatta una riedizione distribuita il 20 agosto 1922.